# Telfer Wiesen
Telfer Wiesen ist ein Ort im Stubaital in Tirol und gehört zur Gemeinde Telfes im Stubai im Bezirk Innsbruck-Land.

## Geographie
Die Telfer Wiesen befinden sich etwa 10 Kilometer südlich vom Stadtzentrum Innsbruck. Sie bilden die sonnseitige linke Talschulter am Taleingang des Stubaitals von Wipptal, die Ruetz fließt hier schon etwa 200 Meter unterhalb. Die Streusiedlung liegt auf um die 1000–1100 m ü. A. Höhe am Fuß des Nederjochs (2142 m ü. A.). Die Ortslage stellt die Fortsetzung der Terrassenlandschaft des Mittelgebirges um Innsbruck dar.

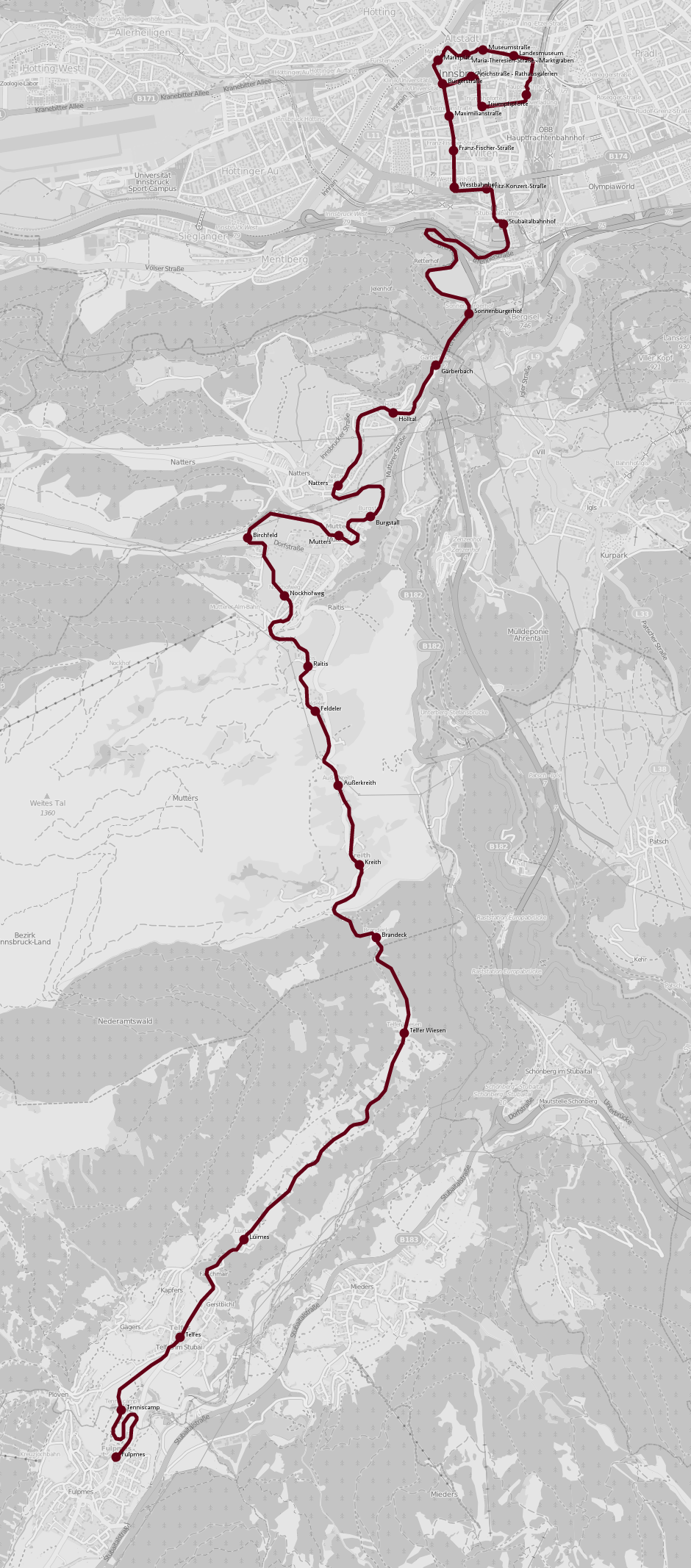
Netzplan der Stubaitalbahn
Telfer Wiesen Mitte unten

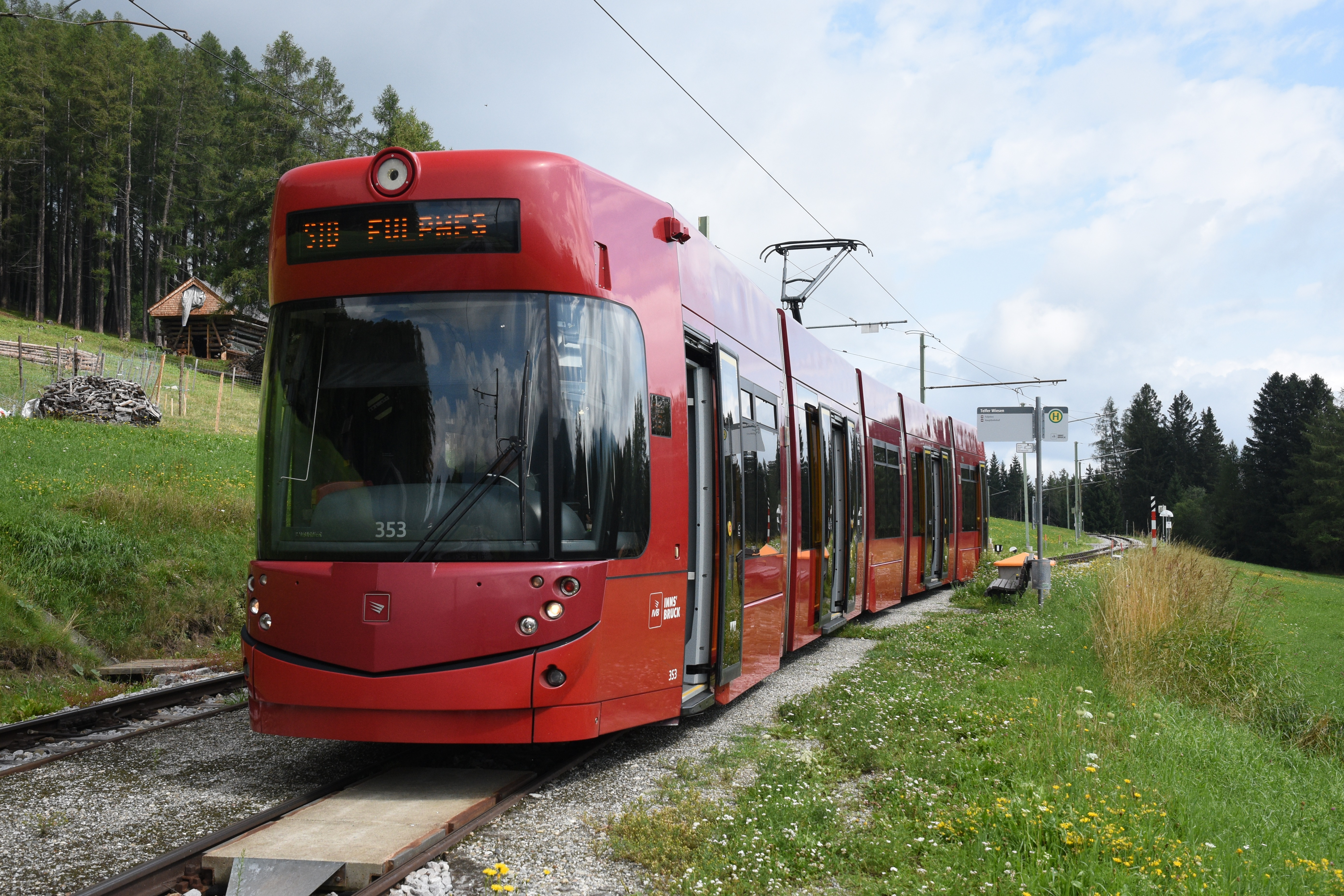
Bombardier Flexity Outlook Cityrunner 353, Telfer Wiesen

Durch die Gegend verläuft die Stubaitalbahn (STB), nachdem sie in das Stubai einbiegt. Über Schönberg, am Nordostende der Ortslage, befindet sich auf 1002 m ü. A. der weitgehend einsam liegende Bahnhof Telfer Wiesen. Er wurde erst 1983 aus einem Ladegeleis, das für Zugkreuzungen beidseitig angeschlossen war, erstellt. Er fungiert heute als Bedarfshaltestelle und wird vornehmlich von Ausflugsgästen frequentiert: Weil die Telfer Wiesen im ortsfernen Bereich durch keinerlei Straße erschlossen ist, ist die Bahnlinie der einzige mobile Zugang.

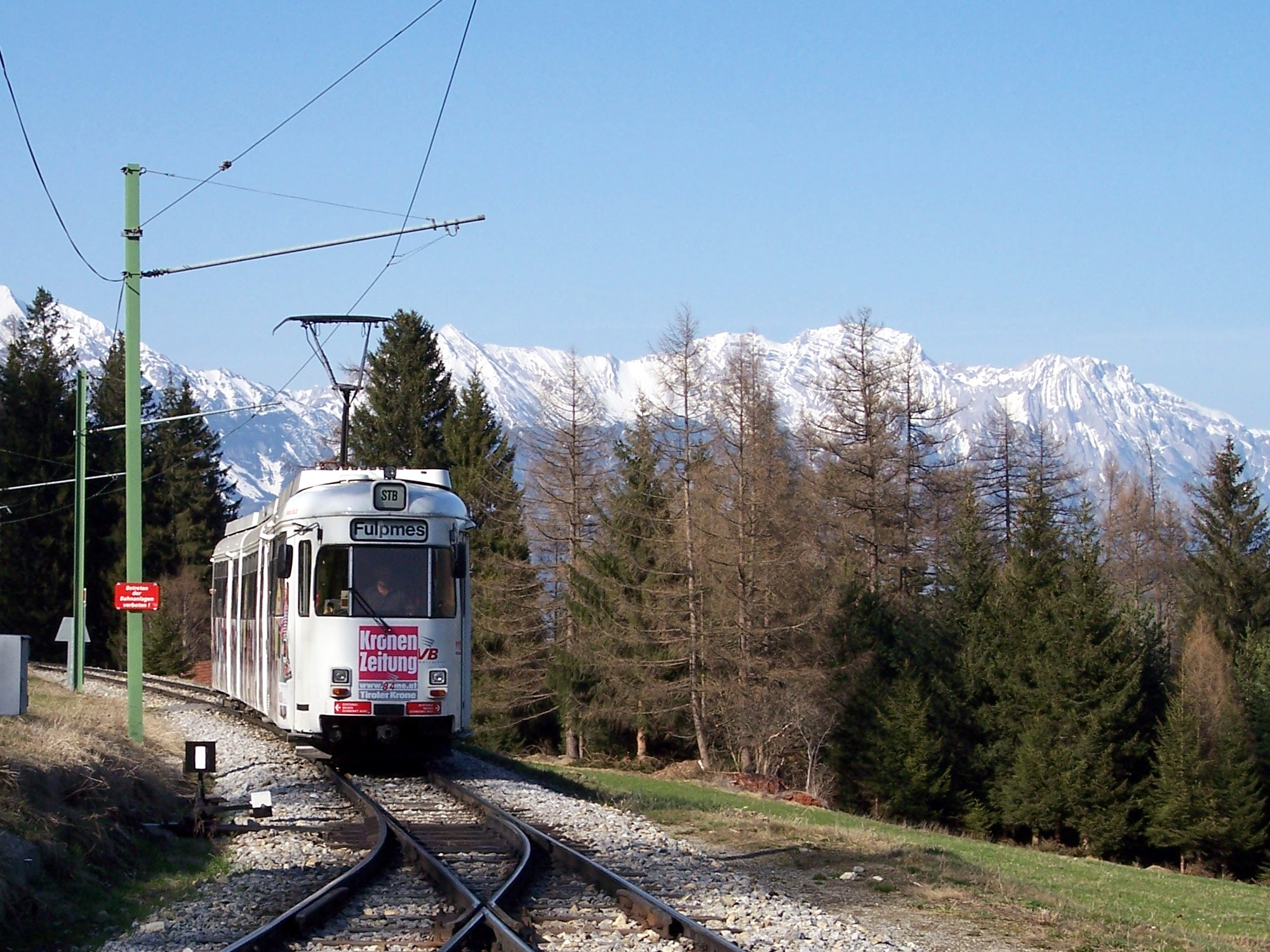
Eine Garnitur bei Telfer Wiesen, hinten die Nordkette

## Natur und Tourismus
Der Raum Telfer Wiesen gehört zu den schönsten Lärchenwiesen Tirols. Bekannt ist er auch wegen der reichhalten Enzianblüte im Frühjahr.
Die Gegend ist als leichtes Wandergebiet, das direkt von Innsbruck erreichbar ist, ein beliebter Naherholungsraum der Stadt. Es ergeben sich landschaftlich reizvolle Spaziergänge und Wanderungen.